# John Harry McNeaney
John Harry McNeaney (ur. 30 maja 1897 w Jarvis, zm. 1 marca 1919 w Londynie) – kanadyjski as lotnictwa Royal Flying Corps z 5 potwierdzonymi zwycięstwami w I wojnie światowej.

## Życiorys
John Harry McNeaney urodził się Jarvis, Ontario, w Kanadzie; syn Johna i Mary Elizabeth McNeaney. Przed zaciągnięciem się do Royal Flying Corps pracował jako zawodowy artysta. 5 maja 1917 roku zaciągnął się do lotnictwa.
Ukończył kurs pilotażu i uzyskał licencję pilota w połowie 1917 roku. W sierpniu 1917 roku został skierowany do No. 79 Squadron RAF stacjonującego we Francji (front zachodni) i wyposażonego w samoloty Sopwith Dolphin.
Pierwsze zwycięstwo odniósł 16 września 1918 roku nad niemieckim samolotem Fokker D.VII, w okolicach Tourcoing. 28 września odniósł podwójne zwycięstwo nad samolotami Fokker D.VII w okolicach Passendale w Belgii. Ostatnie piąte zwycięstwo odniósł na północ od Roulers 14 października.
W 1919 roku został odznaczony Distinguished Flying Cross.
McNeaney zmarł na grypę hiszpankę 1 marca 1919 roku w Londynie. Został pochowany na Fulham Old Cemetery w Londynie.